# Quitandinha (Petrópolis)

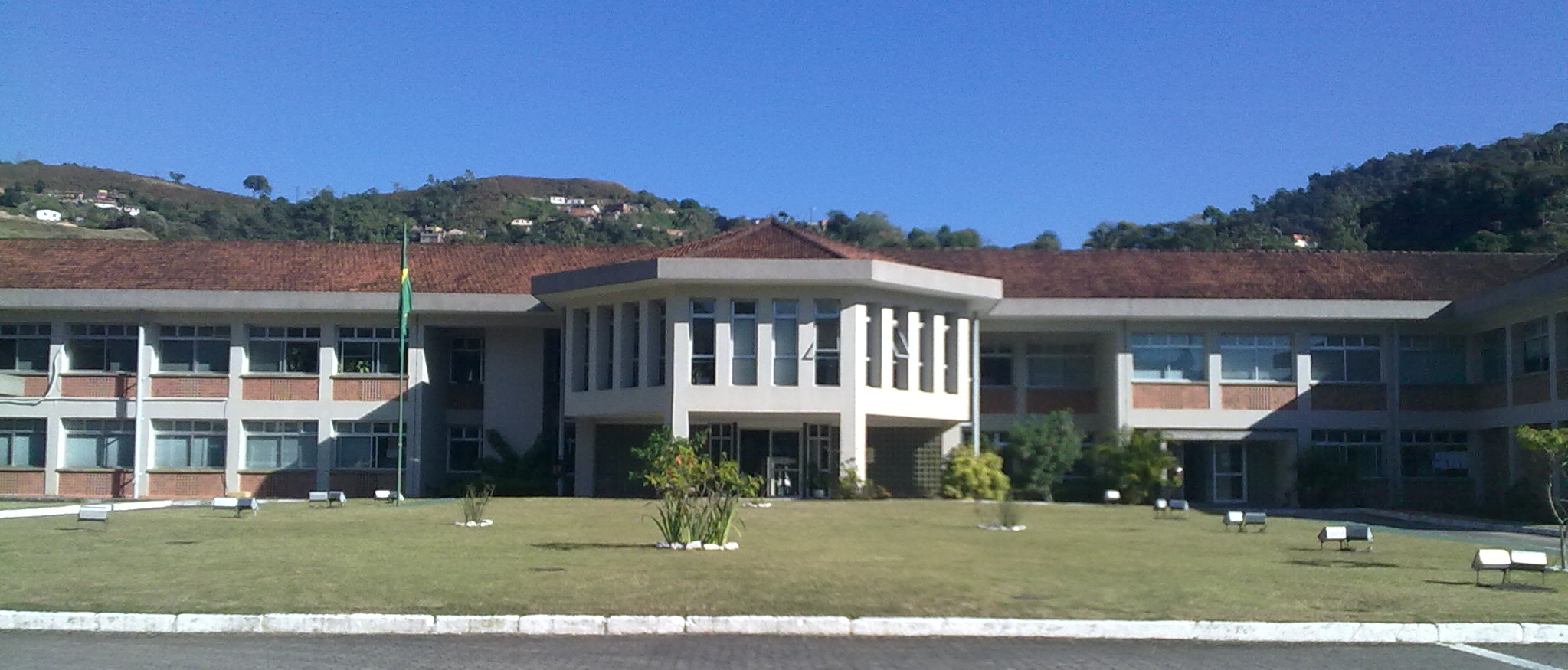
Laboratório Nacional de Computação Científica

Quitandinha é um bairro nobre da Zona Sul da cidade de Petrópolis. Localiza-se próximo ao fim da subida da Serra de Petrópolis, sendo a principal entrada para o município para quem vem da cidade do Rio de Janeiro ou da região da baixada fluminense pela BR-040. O bairro está localizado a cerca de 7 km do Centro Histórico de Petrópolis e tem divisas com bairros como o Bingen, Valparaíso e Independência, além do município de Duque de Caxias. As principais ruas do bairro são a Avenida Ayrton Senna, Avenida Getúlio Vargas e Rua General Rondon.
No século XVIII, era uma das quatro fazendas originais da região que mais tarde viria a se tornar a cidade de Petrópolis.  A fazenda recebeu o nome de Quitandinha pois era o ponto de feira de produtos agrícolas que iam e vinham das Minas Gerais, quando Petrópolis era caminho para o interior do País. Em 1928, foi inaugurada a rodovia Rio-Petrópolis, onde a principal entrada para o município levava ao bairro, sendo esta a primeira rodovia asfaltada do Brasil. O trecho hoje faz parte da BR-040, entretanto, ainda hoje é conhecido como Rodovia Washington Luiz, em homenagem ao presidente que a inaugurou 
No bairro localiza-se o Palácio Quitandinha, antigo hotel-cassino, um dos principais cartões-postais da cidade. Atualmente administrado pelo SESC Rio, o Palácio e sua área externa funcionam como centro de cultura e recreação para a população.
No Quitandinha, localizam-se, também, o Laboratório Nacional de Computação Científica (LNCC), um dos principais centros de pesquisa em computação da América Latina, um campus da FAETERJ onde é oferecido o curso de graduação em Tecnologia da Informação, e um campus da Universidade Federal Fluminense, oferecendo, a princípio, o curso de Engenharia de Produção.  O Parque Tecnológico da Região Serrana também está localizado no bairro, sendo sede de diversas empresas nacionais e multinacionais em setores como tecnologia da informação, telecomunicações e biotecnologia, gerando mais de 1000 vagas de empregos. 